# Callionymus whiteheadi
Callionymus whiteheadi is een  straalvinnige vissensoort uit de familie van pitvissen (Callionymidae). De wetenschappelijke naam van de soort is voor het eerst geldig gepubliceerd in 1981 door Fricke.
De soort staat op de Rode Lijst van de IUCN als Onzeker, beoordelingsjaar 2009.